# Castillo de Santa Catalina (Málaga)
El castillo de Santa Catalina es una fortificación y residencia palaciega situada en el Distrito Este de la ciudad de Málaga, España. Está catalogado como Bien de Interés Cultural por la Junta de Andalucía. 

## Historia
La fortaleza original, conocida como Fuerte Alto de la Caleta, bautizada después durante el Siglo de las Luces como Santa Catalina, fue ordenada construir en 1625 como defensa de La Caleta a instancias del obispo Francisco de Mendoza según traza de Sebastián de Arriba.
La planta original del baluarte constaba de dos torres circulares en su parte norte y, en dirección a la playa, dos baluartes en forma de puntas de diamante. El patio interior se usaba para albergar las cuadras mientras que en las torres se encontraban las habitaciones de la guardia y los almacenes. En 1849, el Estado decidió venderlo dado su mal estado de conservación y pasó a sucesivos particulares.
El palacio fue levantado en el recinto entre 1929 y 1933 a instancias de Manuel Loring como vivienda familiar, obra de los arquitectos franceses Lahalle y Levard..
Durante un corto periodo de tiempo, el palacio fue sede de la oficina del Patronato Nacional de Turismo, tras finalizar la guerra civil en Málaga. Sirvió como alojamiento del general Francisco Franco en dos visitas a Málaga, en 1943 y 1956, y del rey Saúd bin Abdulaziz de Arabia Saudí en 1962.
En 1989 fue declarado Bien de Interés Cultural. Durante un tiempo se usó para celebración de eventos sociales, hasta que fue adquirido por la cadena hotelera malagueña Soho Boutique para su explotación como hotel de cinco estrellas.

## Descripción
El conjunto actual consta de dos inmuebles: por un lado, los restos de la fortaleza original, una batería construida a base de piedra y cal, baluarte muy reconstruido del que se conservan dos torres y parte de las murallas integradas en los jardines del conjunto; por otro lado, el palacio levantado en el recinto entre 1929 y 1933, vivienda inspirada en la arquitectura norteafricana y andalusí, muy de moda en la época.

## Galería

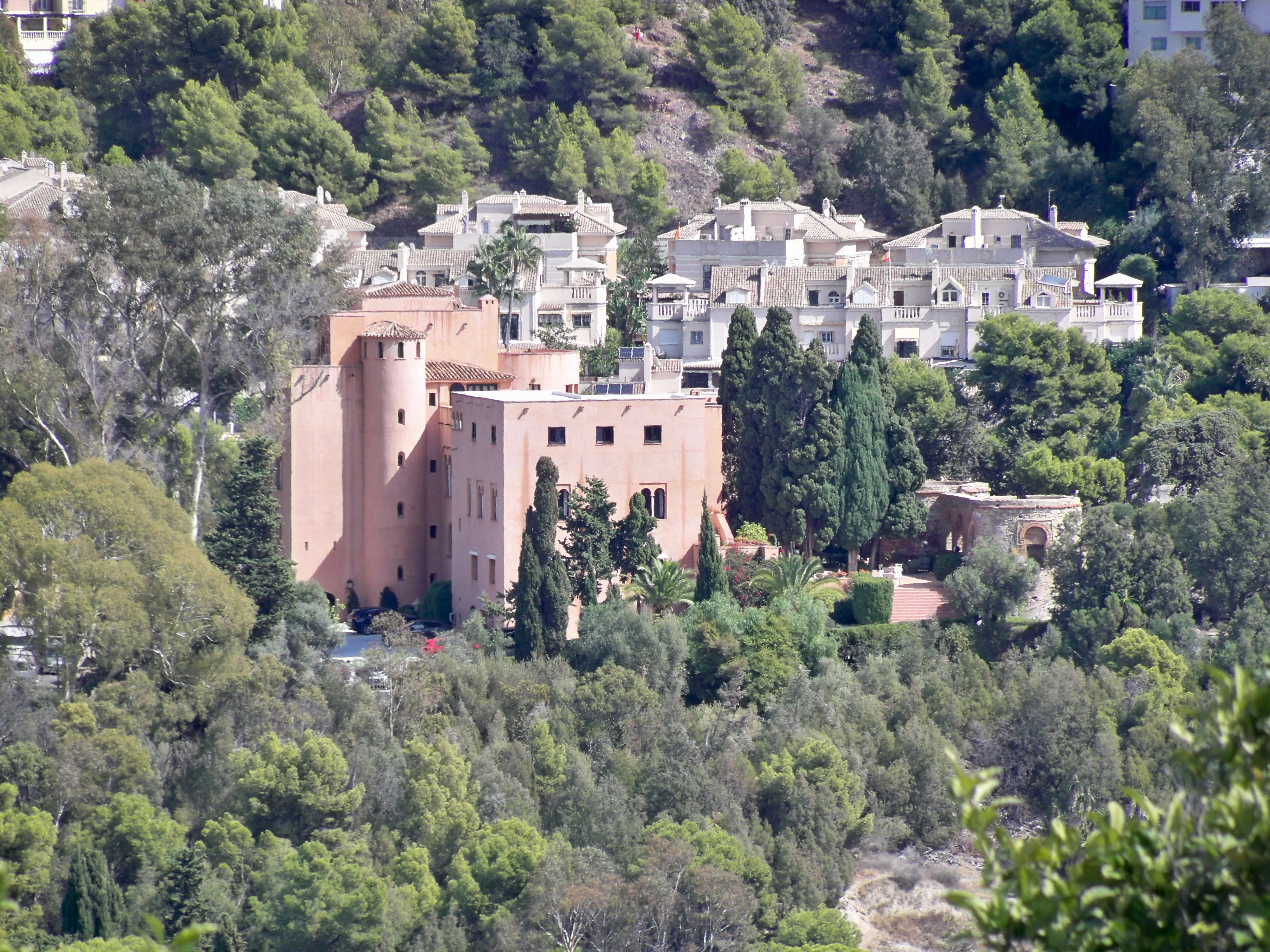
Vista de conjunto de la residencia palaciega junto a la antigua fortaleza.
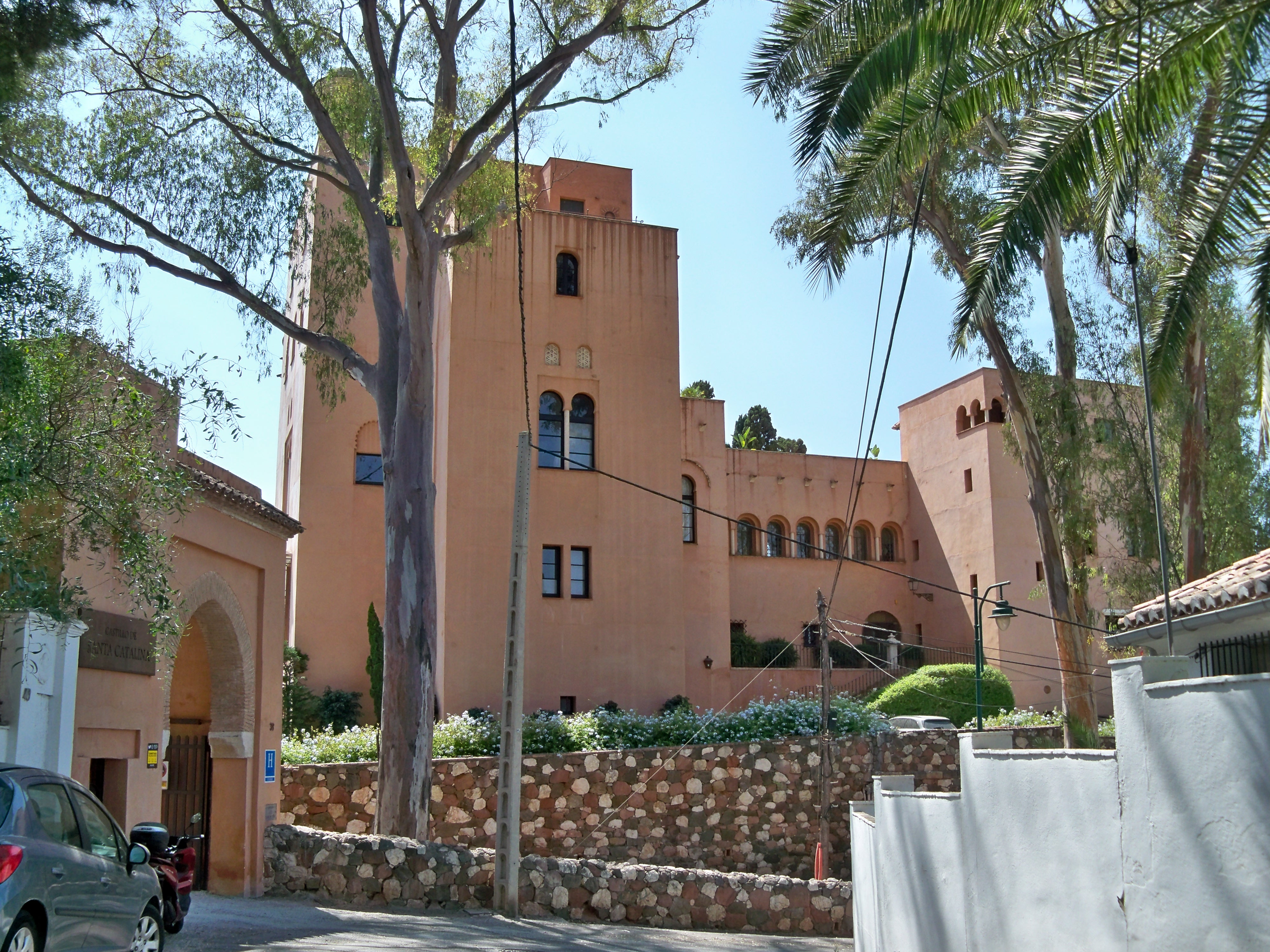
Vista de la residencia palaciega desde la calle adyacente al inmueble.
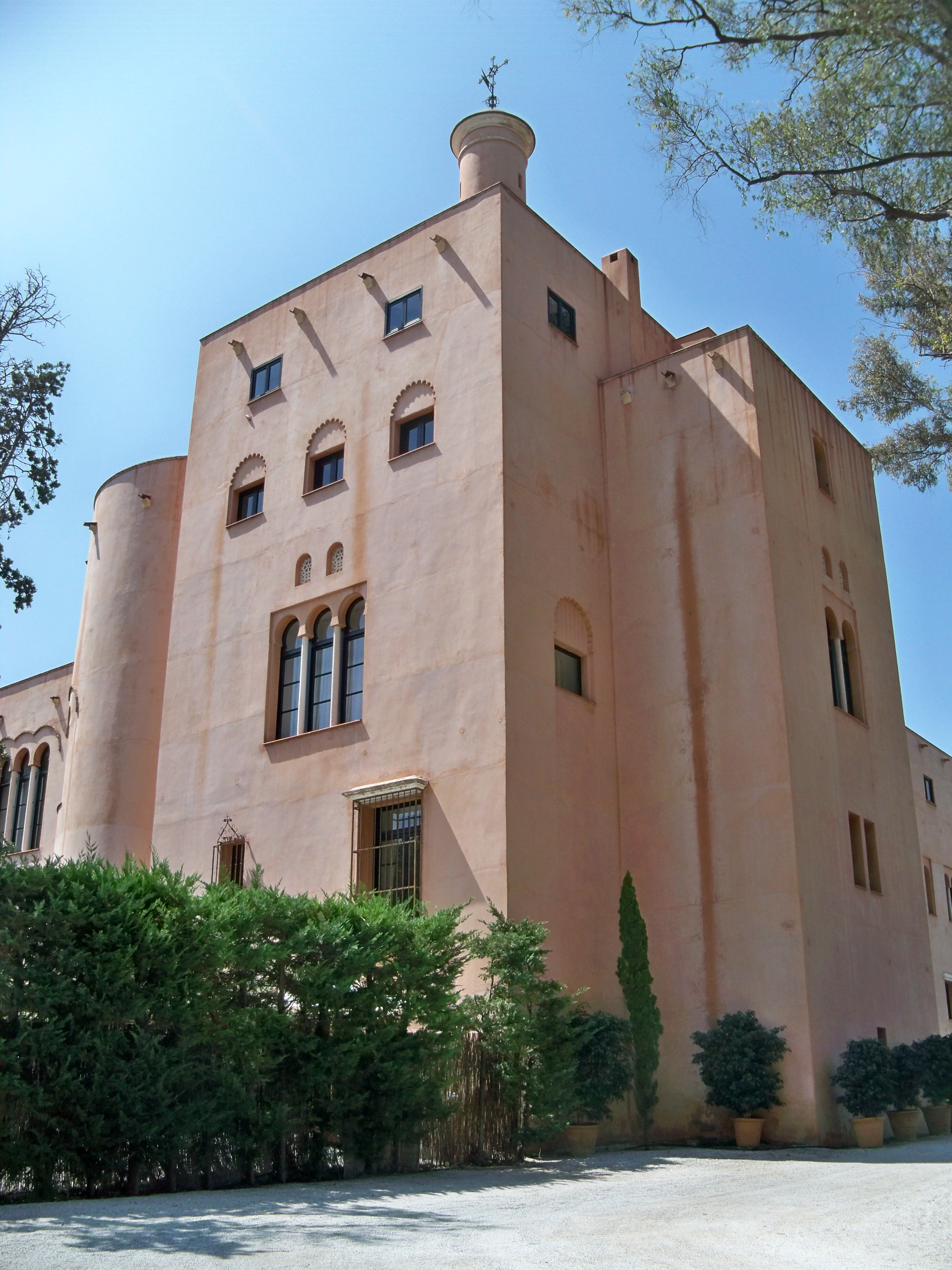
Residencia palaciega y actual hotel.
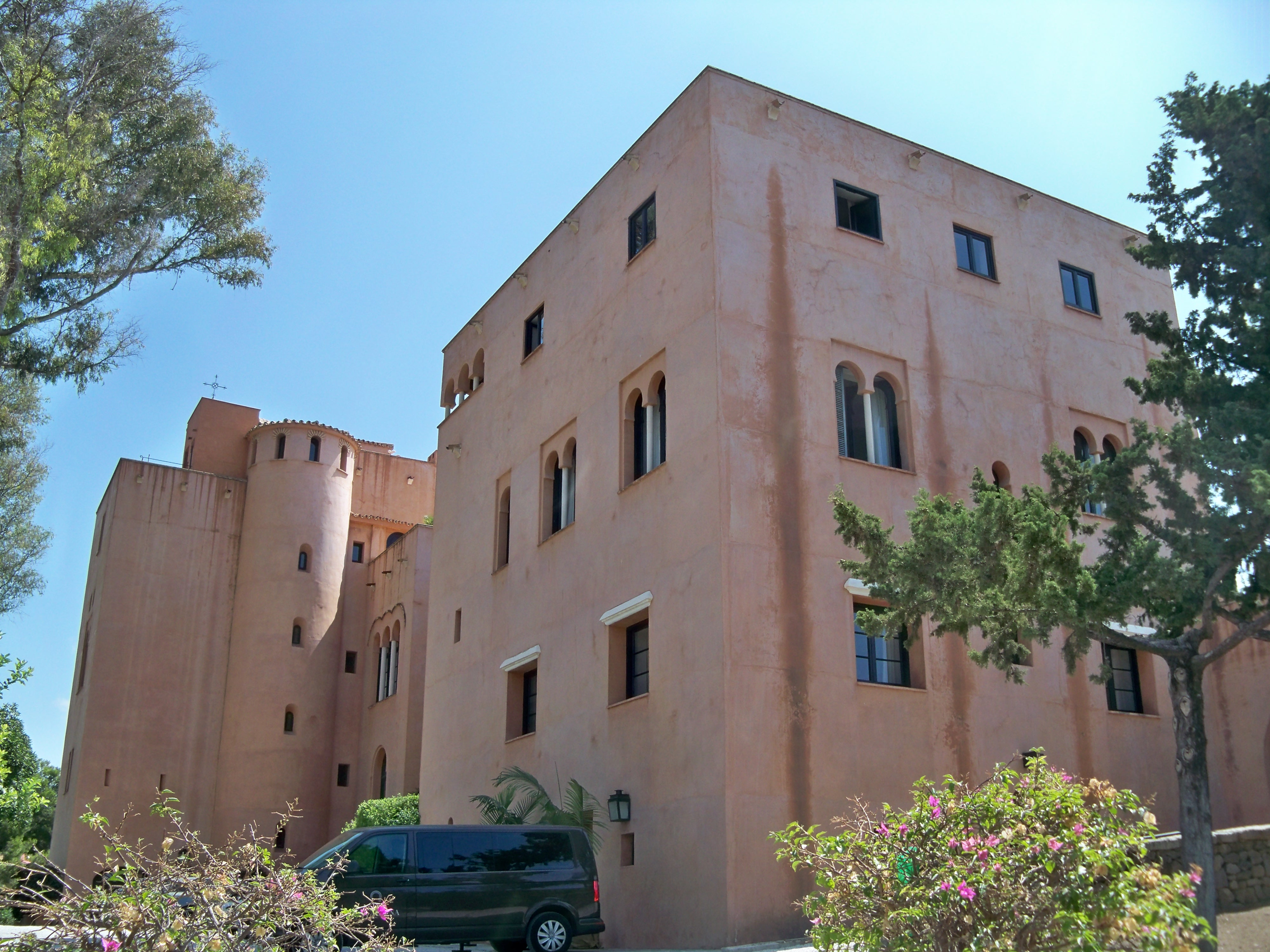
Residencia palaciega y actual hotel.
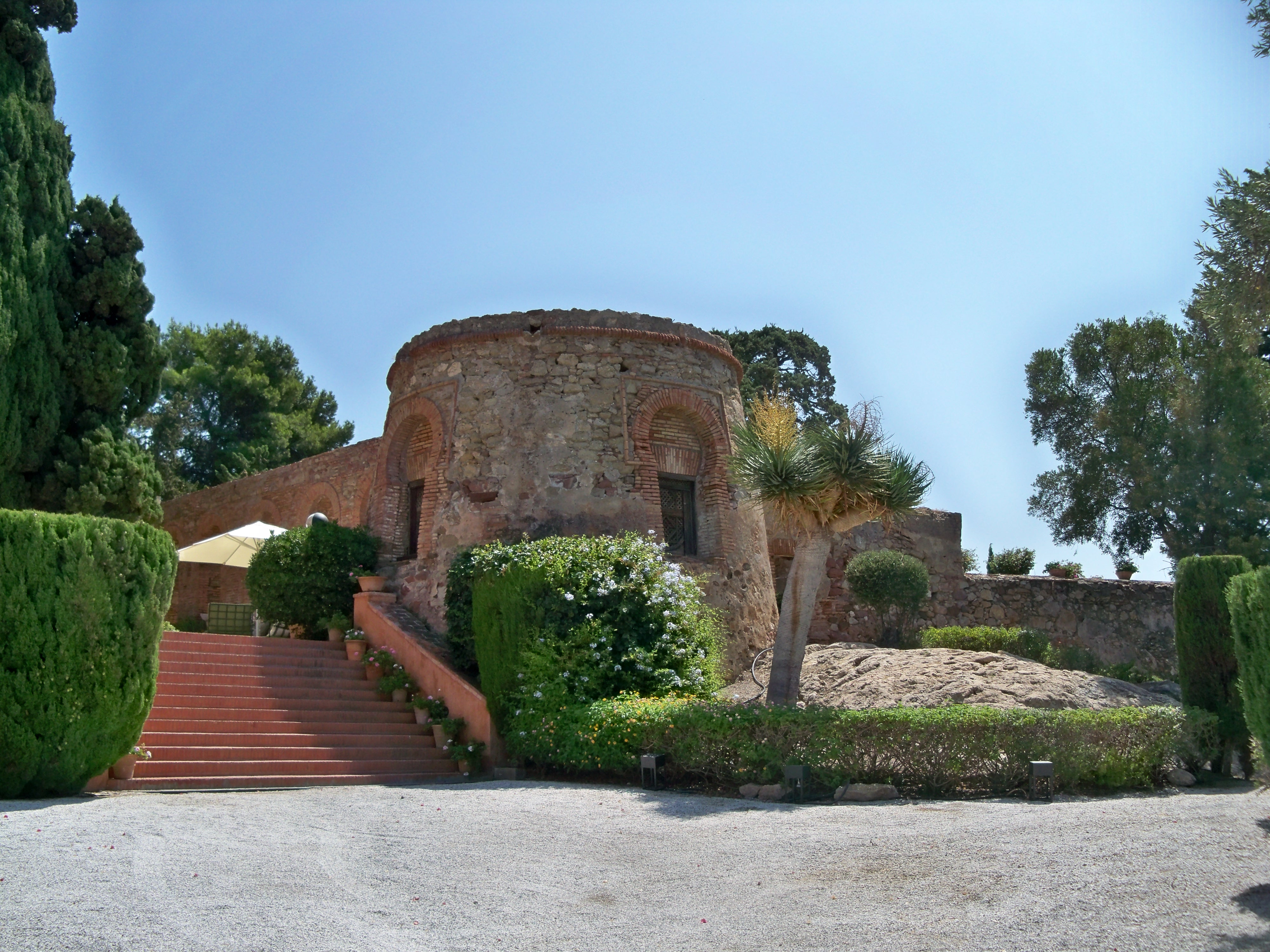
Restos de la antigua fortaleza.
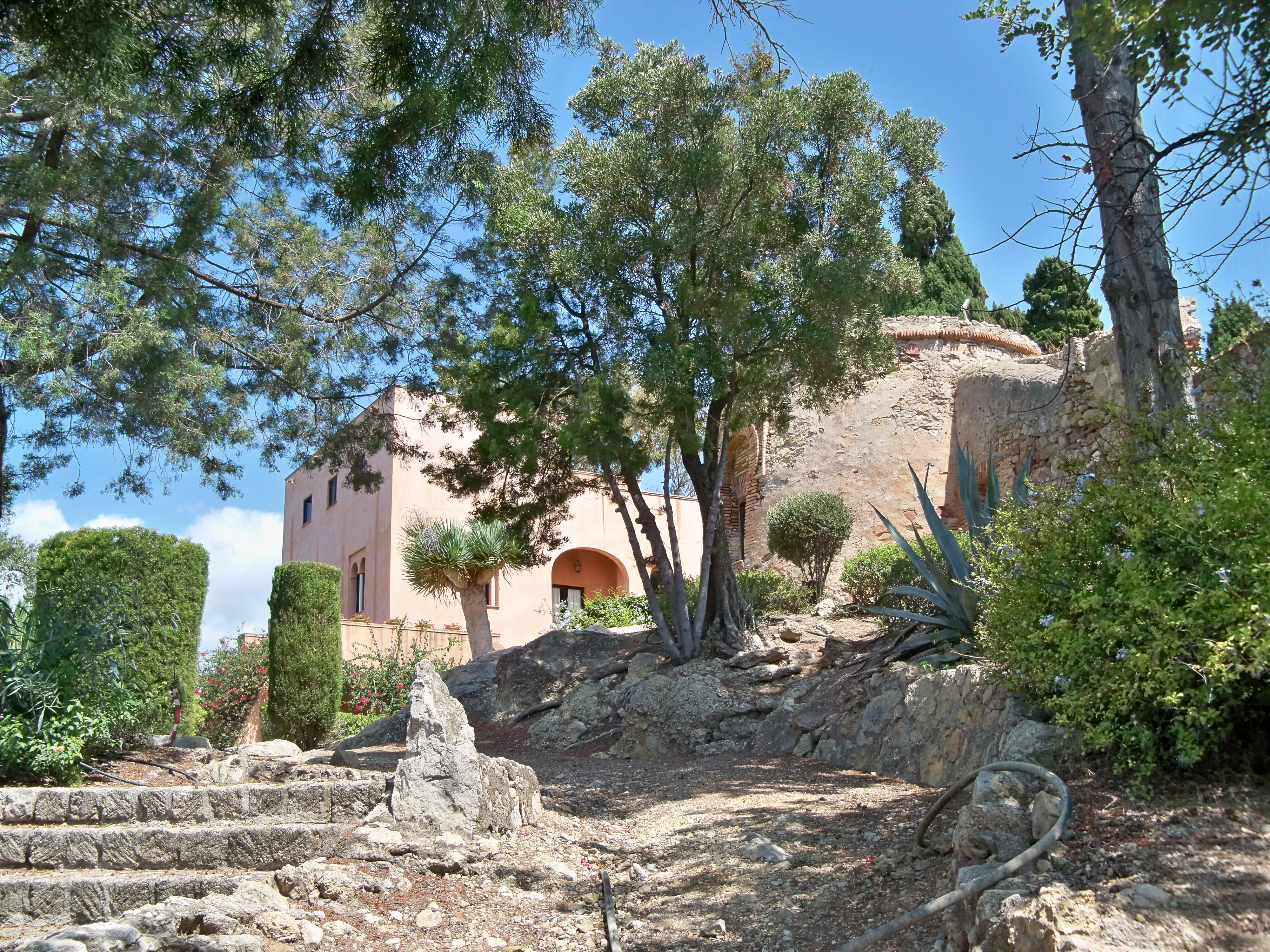
Restos de la antigua fortaleza con la residencia palaciega al fondo.
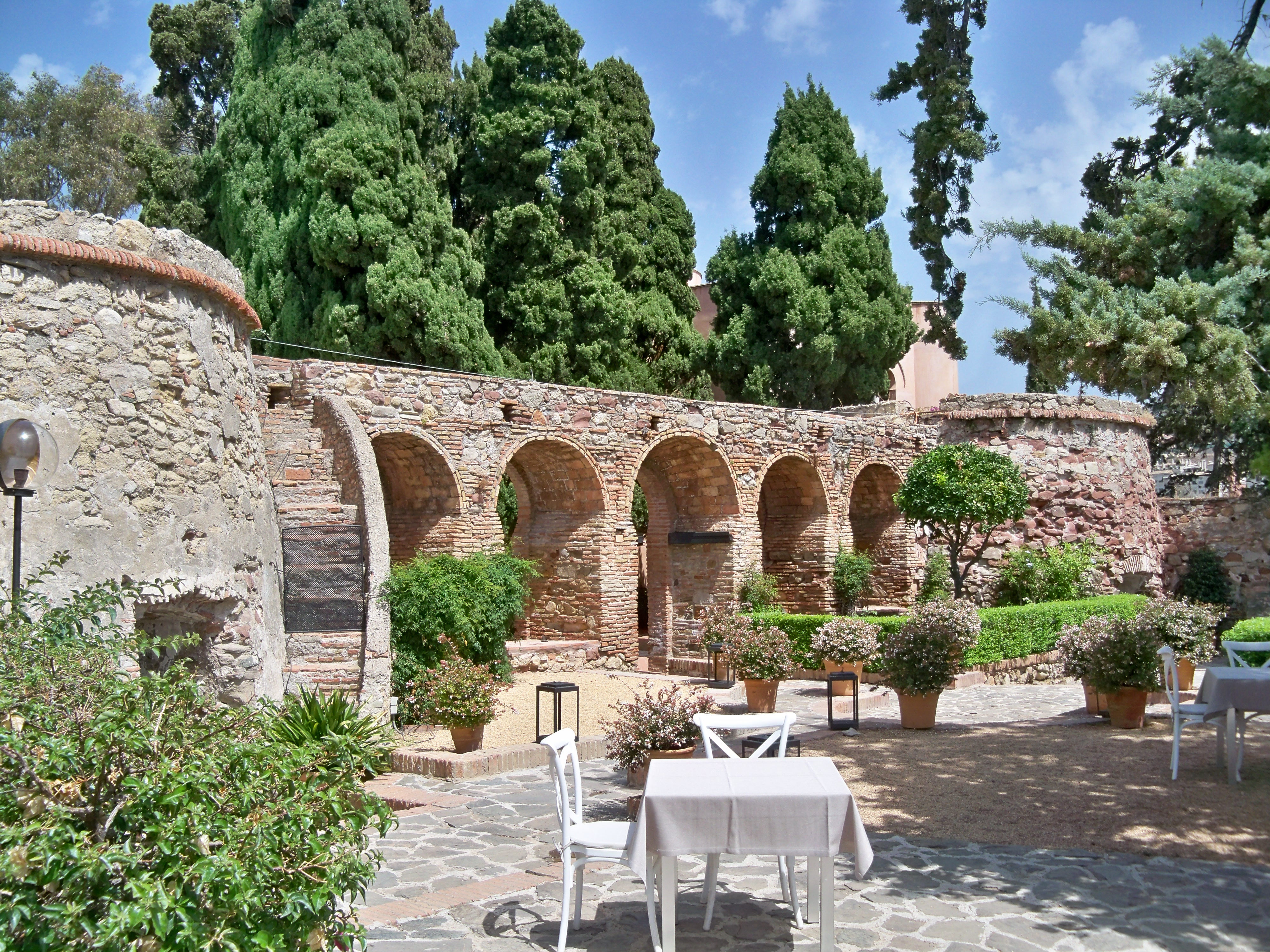
Vista desde el interior de la antigua forteleza.